# Esarhaddon
Esarhaddon anche Asarhaddon e Assarhaddon, nome originale in accadico Aššur-ahu-iddin ("Ashur ha dato un fratello"), in greco come Ἀσαράδδων (Asaràddōn), e in ebraico come אֵסַרְחַדֹּן (... – 669 a.C.) fu re di Assiria dal 681 a.C. al 669 a.C.
Ebbe il regno in eredità dal padre Sennacherib nel 681 a.C., di cui era l'ultimo figlio, soprattutto grazie al favore della madre aramea Naqi'a: il problema della successione regale, che coinvolgeva tutta l'alta società assira, vedeva protagonista gran parte della classe dirigente e della famiglia regale. Benché designato dallo stesso Sennacherib, Esarhaddon dovette affrontare i fratelli maggiori in una guerra fratricida che lo vide vincitore solamente nel 669 a.C.
Mosso da una certa preoccupazione di carattere religioso, interruppe le innovazioni paterne e riprese la tradizione di Sargon II, con diverse esenzioni per la città di Assur. Inoltre attuò una politica a favore di Babilonia, riportando in città gli idoli sottratti precedentemente dal padre e finanziando parte delle ricostruzioni, anche con cessioni di terre. Anche i centri limitrofi godono delle restaurazioni dell'epoca.
Le altre regioni più lontane, soprattutto l'Elam e le tribù caldee vengono mantenute con l'uso delle armi, mentre viene inaugurata una spedizione verso l'Arabia orientale. Pur mancando testi annalistici, si suppone che l'attività bellica sia stata maggiore rispetto ai sovrani precedenti: vengono affrontate numerose spedizioni nel nord, ed anche nell'area siriana e palestinese. Vengono poste sotto controllo Sidone e Cipro, anche se in maniera piuttosto effimera. L'Egitto non riesce ad arrestare l'avanzata assira, e si vede invaso fino alla città di Menfi, all'epoca del faraone Taharqa. Anche qui tuttavia si trattò di conquiste vane: poco dopo il rientro in patria di Esarhaddon, l'Egitto si riaffermò sulle terre del Delta. Riprendendo ancora una volta la via verso l'Egitto, Esarhaddon morì lasciando l'ultima spedizione incompiuta.
Il re aveva lasciato il trono al figlio Assurbanipal, mentre al figlio maggiore Shamash-shum-ukin affida il Regno di Babilonia. Probabilmente ancora una volta l'influenza della madre Naqi'a aveva contribuito alle decisioni sulla successione dinastica.